# Blumenfelsi Herold Henrik Szigfrid
Blumenfelsi Herold Henrik Szigfrid (Bajorország, ? – Pest, 1704) gyógyszerész, Pest város bírája 4 alkalommal: 1689-92, 1694-95, 1697-98 és utoljára 1701-02-ben.
A Kamarai Adminisztráció támogatójaként került a város élére, de mikor azt látta, hogy a Kamara mindenáron meg akarja akadályozni a várost abban, hogy az visszanyerje az önkormányzatát, a támogatói ellen fordult. Nagy szerepe volt az 1703-as kiváltságlevél megszerzésében.